# Cloreto de metil-magnésio
Cloreto de metilmagnésio é um reagente de Grignard disponível comercialmente. Como o metil-lítio, é o equivalente sintético do carbânion sínton metil. É geralmente vendido como solução em THF. O modelo da molécula do cloreto de metil-magnésio mostra o átomo de magnésio no centro. Duas moléculas de THF (na parte superior da figura) se coordenam ao magnésio pelo seus átomos de oxigênio.